# Саузе-д’Ульс
Саузе-д’Ульс (итал. Sauze d'Oulx) — коммуна в Италии, располагается в регионе Пьемонт, в провинции Турин.
Население составляет 1157 человек (2008 г.), плотность населения составляет 68 чел./км². Занимает площадь 17 10 км². Почтовый индекс — 10050. Телефонный код — 0122.
Покровителем коммуны почитается святой Иоанн Креститель, празднование 24 июня.

## Демография
Динамика населения:

## Администрация коммуны
- Официальный сайт: http://www.comune.sauzedoulx.to.it/